# Донська сільська рада (Сімферопольський район)
Донська́ сільська́ ра́да — адміністративно-територіальна одиниця та орган місцевого самоврядування в Сімферопольському районі Автономної Республіки Крим. Адміністративний центр — село Донське.

## Загальні відомості
- Населення ради: 3 862 особи (станом на 2001 рік)

## Населені пункти
Сільській раді були підпорядковані населені пункти:
- с. Донське
- с. Верхньокурганне
- с-ще Давидове
- с. Дмитрове
- с. Кленівка
- с. Нижньокурганне
- с. Спокійне

## Склад ради
Рада складалася з 20 депутатів та голови.
- Голова ради: Кривонос Геннадій Петрович

### Керівний склад попередніх скликань
| Прізвище, ім'я, по батькові | Основні відомості                                                         | Дата обрання | Дата звільнення |
| --------------------------- | ------------------------------------------------------------------------- | ------------ | --------------- |
| Кривонос Геннадій Петрович  | Сільський голова, 1969 року народження, освіта вища, член Партії «Союз»   | 26.03.2006   | 31.10.2010      |
| Кривонос Геннадій Петрович  | Сільський голова, 1969 року народження, освіта вища, член Партії регіонів | 31.10.2010   |                 |

Примітка: таблиця складена за даними сайту Верховної Ради України

### Депутати
За результатами місцевих виборів 2010 року депутатами ради стали:

#### За суб'єктами висування
| Суб'єкт висування | Кількість обраних депутатів | %  |
| ----------------- | --------------------------- | -- |
| Партія регіонів   | 17                          | 85 |
| Самовисування     | 3                           | 15 |

#### За округами
| № округу        | Прізвище, ім'я, по батькові     | Дата визнання обраним | Освіта  | Партійна приналежність | Відомості про обраного депутата                                 |
| --------------- | ------------------------------- | --------------------- | ------- | ---------------------- | --------------------------------------------------------------- |
| Партія регіонів |                                 |                       |         |                        |                                                                 |
| 1               | Месропян Ашот Карленович        | 01.11.2010            | середня | позапартійний          | ПП «Месропян», директор                                         |
| 2               | Гучек Валерій Михайлович        | 01.11.2010            | середня | член Партії регіонів   | пенсіонер                                                       |
| 3               | Паршин Юрій Анатолійович        | 01.11.2010            | середня | член Партії регіонів   | колективне фермерське господарство «Удача», директор            |
| 4               | Колосок Олександр Миколайович   | 01.11.2010            | середня | член Партії регіонів   | ПП «Колосок», приватний підприємець                             |
| 5               | Бородавка Валентина Федорівна   | 01.11.2010            | середня | член Партії регіонів   | Донська сільська рада, інспектор по роботі з молоддю            |
| 6               | Козирєв Андрій Володимирович    | 01.11.2010            | вища    | член Партії регіонів   | тимчасово не працює                                             |
| 7               | Козирєв Сергій Володимирович    | 01.11.2010            | вища    | член Партії регіонів   | акціонерний банк «Київська Русь», головний спеціаліст           |
| 8               | Гордікова Світлана Олегівна     | 01.11.2010            | середня | член Партії регіонів   | Донська сільська рада, бухгалтер                                |
| 9               | Крапівна Валентина Іванівна     | 01.11.2010            | середня | член Партії регіонів   | Донська сільська рада, інспектор по субсидіям                   |
| 10              | Кузьменко Ірина Олександрівна   | 01.11.2010            | середня | член Партії регіонів   | центр поштового зв'язку, Донське відділення, завідувачка        |
| 11              | Косякин Володимир Олександрович | 01.11.2010            | середня | член Партії регіонів   | тимчасово не працює                                             |
| 12              | Кальчук Світлана Павлівна       | 01.11.2010            | середня | член Партії регіонів   | тимчасово не працює                                             |
| 14              | Пашок Олена Володимирівна       | 01.11.2010            | вища    | позапартійна           | Кленівська загальноосвітня школа І-ІІ ст., директор             |
| 17              | Пілюгіна Алевтина Ті            | 01.11.2010            | вища    | член Партії регіонів   | дитячий садок «Мурзилка», с. Верхньокурганне, завідувачка       |
| 18              | Грибинюк Олексій Володимирович  | 01.11.2010            | середня | член Партії регіонів   | тимчасово не працює                                             |
| 19              | Мальчевська Катерина Іванівна   | 01.11.2010            | середня | член Партії регіонів   | ПП «Жилкомсервис — Клен», контролер                             |
| 20              | Остапенко Поліна Миколаївна     | 01.11.2010            | середня | член Партії регіонів   | тимчасово не працює                                             |
| Самовисування   |                                 |                       |         |                        |                                                                 |
| 13              | Вейтас Геннадій Пранович        | 01.11.2010            | середня | позапартійний          | Кленівський сільський клуб, завідувач                           |
| 15              | Король Світлана Григорівна      | 01.11.2010            | вища    | позапартійна           | Кленівська загальноосвітня школа І-ІІ ст., педагог- організатор |
| 16              | Жарковська Любов Петрівна       | 01.11.2010            | середня | член Партії «Союз»     | КУРДКЛ ім. Тітова, м. Сімферополь, молодша медсестра            |